# クエスチョンタイム
クエスチョンタイム（英：Question Time）は、イギリスなどの議会における議事日程のひとつで、役職に就いていない議員が、首相・閣僚に質問できる時間のことを指す。
クエスチョンタイムでは与野党の議員が質問でき、応ずる首相等は答弁の義務を負う。与党議員からの質問は、概して政府の政策の長所を説明させ、政府の正しさをアピールするようなものになることが多い。一方、野党議員からの質問は政府を追及し、失政を認めさせたり、批判したりするようなものとなる傾向がある。

## イギリス下院
イギリス下院におけるクエスチョンタイムは、議会の開会中は毎日1時間が設定されており、首相への質問は少なくとも週に1度は行われる。
例　2008年10月13日(月)～16日(木)
- 13日(月) - 14:30～15:30 児童・学校および家庭大臣への質問
- 14日(火) - 14:30～15:30 コミュニティーおよび地方政府大臣への質問
- 15日(水) - 11:30～12:00 北アイルランド大臣への質問。12:00～12:30 首相への質問
- 16日(木) - 10:30～11:30 イノベーション・大学および職業技能大臣への質問

このうち、水曜のクエスチョンタイムの後半、12:00～12:30に行われる「首相への質問」が、いわゆる党首討論である。
クエスチョンタイムでは、前の質問に対する答弁が終わったタイミングで次の質問を希望する与野党の議員が起立し、議長が次の質問者を指名する。どの質問希望者を指名するかは議長がその場で即座に判断する。指名されなかった議員は着席し、指名された質問者は自席で起立したまま質問する。音声は議場内に吊り下げられているマイクが拾う。
下院本会議場の中央の机にはディスパッチ・ボックス（Dispatch box）と呼ばれる2つの書類箱が対称に置かれている。議題を管轄する大臣（答弁者）と、その大臣に対応する影の大臣は、それぞれ与党席・野党席側のディスパッチ・ボックスの前に座る。イギリス下院本会議での発言は当日の自席で行うことが基本であり、この二名に限っては、発言中にディスパッチ・ボックスに手をかけたり資料などを置いたりすることができる（他の議員はメモなどを手で持ちながら発言しなければならない）。ディスパッチ・ボックス前の影の大臣は野党を代表して総括質問を行うが、「首相への質問」の場合は影の首相である野党第一党党首がこれをつとめる。このため、影の首相による質問のあいだは党首討論のような形となる。ただし、野党党首などの影の内閣メンバーはクエスチョンタイム以外にも政府や世論に対して働きかける機会が多いのに対し、党内地位や知名度の低い議員にとってはクエスチョンタイムが重要な活躍機会であり、クエスチョンタイムは与野党の代表同士の討論であるのみならず、一般議員によるアピールの場としての意義も大きい。
なお、あくまでクエスチョンタイムは「質問の時間」であり、「討論の時間」ではない。ゆえに議員が質問し、大臣が答弁するのみである。ただし、その中で質問者と答弁者がそれぞれ自らの政策をアピールし、対立党の政策を批判することから、実質的には討論のような状況になる。

## 各国における運用
クエスチョンタイムは、イギリス、カナダ、オーストラリア、ニュージーランドなど、ウェストミンスター・システムの諸国で取り入れられている。またイギリスのクエスチョンタイムは、日本の党首討論のモデルとなった。